# Chrysobothris bimarginicollis
Chrysobothris bimarginicollis är en skalbaggsart som beskrevs av Schaeffer 1905. Chrysobothris bimarginicollis ingår i släktet Chrysobothris och familjen praktbaggar. Inga underarter finns listade i Catalogue of Life.